# Jānis Krūmiņš (Basketballspieler)

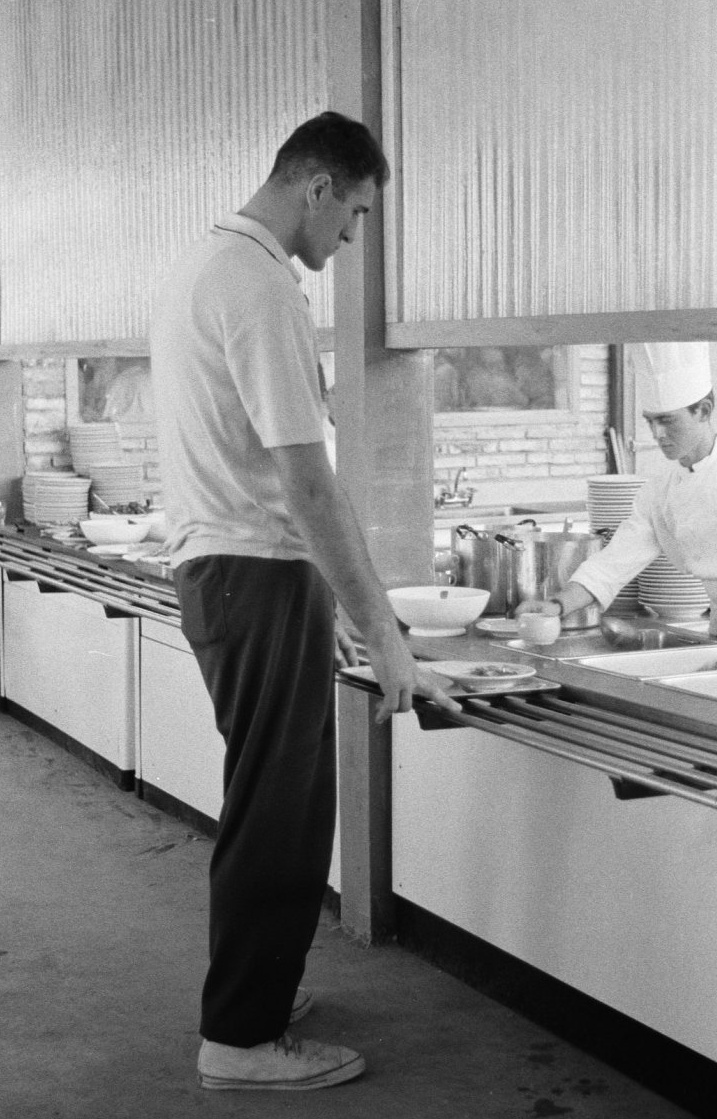
Jānis Krūmiņš bei der Essensausgabe (Olympische Spiele 1960 in Rom)

Jānis Krūmiņš oder Janis Kruminsch (* 30. Januar 1930 in Raiskums, Lettland; † 21. November 1994 in Riga) war ein lettischer Basketballspieler, der international für die Sowjetunion antrat.

## Erfolge
Der 2,18 m große Krūmiņš von ASK Riga war mit seinem Verein in den 1950er Jahren mehrfach sowjetischer Landesmeister. 1958, 1959 und 1960 gewann Riga den FIBA Europapokal der Landesmeister, 1961 unterlag Riga im Finale gegen ZSKA Moskau.
Mit der Basketballnationalmannschaft der UdSSR gewann Jānis Krūmiņš drei olympische Silbermedaillen: 1956 in Melbourne, 1960 in Rom und 1964 in Tokio unterlag die sowjetische Mannschaft jeweils gegen die Vereinigten Staaten. Die meisten Punkte in einem olympischen Spiel gelangen Krūmiņš 1956, als er im Halbfinale 27 Punkte zum 56:49-Sieg über Frankreich beitrug.  
Dreimal gewann Krūmiņš mit der Mannschaft der UdSSR den Europameistertitel, 1959 vor der Tschechoslowakei und Frankreich, 1961 vor Jugoslawien und Bulgarien und 1963 vor Polen und Jugoslawien.
Jānis Krūmiņš war gelernter Schlosser, nach seiner sportlichen Karriere arbeitete er als Metallbildhauer.